# Тейлор, Ноа
Ноа Джордж Тейлор (англ. Noah George Taylor; род. 4 сентября 1969, Лондон, Англия, Великобритания) — австралийский и британский актёр.

## Биография и карьера
Ноа Тейлор родился 4-го сентября 1969 года в Лондоне (Англия) в семье Мэгги (журналистки и книжного редактора) и Пола Тейлора (журналиста и копирайтера). Родители актёра были австралийцами по происхождению. В течение некоторого времени они проживали в столице Британии, однако после вернулись в Австралию. Когда семейство обосновалось в одном из пригородов Мельбурна, будущему актёру было около пяти лет.
Родители Ноа прожили вместе около четырнадцати лет, а после — развелись. Через некоторое время Тейлор оставил школу. Тогда он и не помышлял об актёрской карьере, однако положение вещей изменилось, когда Ноа стал принимать участие в театрализованных постановках — по выходным. Первоначально актёрская игра была для него только лишь хобби, однако с течением времени увлечение переросло в страсть, а после — в дело всей жизни.
Ноа продуктивно играл в молодёжном театре в Санкт-Мартине, в одной из социальных коммун в Австралии. Тогда начинающий актёр привлёк внимание режиссёров и был приглашен на серьёзную работу.
В 1987 году актёра пригласили на съемки его первого фильма, после Ноа снялся в ключевой роли клипа «Romeos», поставленного Яном Принглом для группы Alphaville.
Через некоторое время актёр отправился в Сидней. Спутником Тейлора был его друг, с которым актёр дружил в течение длительного периода. Неожиданно случилось несчастье. Однажды, будучи в Сиднее, друзья ожидали поезд, стоя на привокзальной платформе. Внезапно друг Ноа бросился на рельсы, покончив с собой прямо на глазах старинного товарища. Что послужило причиной столь трагического события, доподлинно неизвестно.
Тогда Ноа Тейлор впал в состояние тяжелейшей депрессии — образ погибшего товарища не покидал воспаленное сознание актёра. С трудом ему удалось восстановиться физически и психологически и снова начать работу.
В 1996 году Ноа Тейлор получил приглашение на роль молодого пианиста Дэвида Хелфготта — в кинофильме «Блеск». Жанровое разнообразие кинокартин, в которых играл актёр, было значительным, начиная от комедий и заканчивая триллерами и историческими драмами (например, в фильме «Макс» Ноа Тейлор играл молодого Адольфа Гитлера).

## Личная жизнь
Кроме актёрства, Тейлор увлекается рисованием и живописью. Он также является опытным музыкантом, начав играть на альте и валторне ещё в юности, а на гитаре с 16 лет. Также Тейлор играет на пианино на слух. Он пел и играл на гитаре в нескольких своих группах, включая Honky Tonk Angels, Cardboard Box Man, Flipper & Humphrey, Access Axis и The Thirteens, рок-группу жанра западного кантри, которую Тейлор описал как «три маникальных депрессора, играющих грустную тоску и западную музыку для грустных людей». Он называет Джонни Кэша и Лу Рида двумя артистами, которыми он восхищается.
14 ноября 2012 года он женился на Дионн Харрис, австралийском модельере. Тейлор живёт в Брайтоне, Восточном Суссексе.

## Фильмография
| Год         | Название                                               | Роль                           | Примечания, номинации и награды |
| ----------- | ------------------------------------------------------ | ------------------------------ | ------------------------------- |
| 1986        | Собаки в космосе                                       | фанат Боуи                     |                                 |
| 1987        | Год, когда у меня ломался голос                        | Дэнни Эмблинг                  |                                 |
| 1988        | Дада мёртв                                             | Эндрю Барлоу                   |                                 |
| 1989        | Любовник                                               | Мик                            |                                 |
| 1989        | Бангкок Хилтон                                         | Билли                          |                                 |
| 1990        | Примитивная страна                                     | Тони Уотерсон                  |                                 |
| 1990        | Последний урожай                                       | Крэйг Суини                    |                                 |
| 1991        | Флирт                                                  | Дэнни Эмблинг                  |                                 |
| 1991        | Инспектор Морс                                         | Дэйв Хардинг                   | 1 эпизод                        |
| 1992        | Одной безумной ночью                                   |                                |                                 |
| 1993        | Сын Нострадамуса                                       | Кен Элкин                      |                                 |
| 1993        | Джи Пи                                                 | доктор Мартин Ллойд            | 1 эпизод                        |
| 1995        | Как стать аборигеном?                                  |                                |                                 |
| 1996        | Блеск                                                  | Дэвид Хельфготт (юный)         |                                 |
| 1997        | Водяные крысы                                          | Ронни Джефферсон               | 1 эпизод                        |
| 1997        | Настоящая любовь и хаос                                |                                |                                 |
| 1998        | Битва за новый мир                                     |                                |                                 |
| 1998        | В раю рыбой не кормят                                  |                                |                                 |
| 1999        | Саймон Магус                                           | Саймон                         |                                 |
| 1999        | Эскорт                                                 |                                |                                 |
| 2000        | Девять жизней Томаса Катца                             | мужчина в Гайд-парке           |                                 |
| 2000        | Почти знаменит                                         | Дик Росуэлл                    |                                 |
| 2001        | Лара Крофт: Расхитительница гробниц                    | Брайс                          |                                 |
| 2001        | Он умер с фалафелем в руке                             | Дэнни                          |                                 |
| 2001        | Ванильное небо                                         | Эдвин Вентура                  |                                 |
| 2002        | Макс                                                   | Адольф Гитлер                  |                                 |
| 2003        | Интимный словарь                                       | Невиль Шипперли                |                                 |
| 2003        | Лара Крофт: Расхитительница гробниц 2 — Колыбель жизни | Брайс                          |                                 |
| 2004        | Водная жизнь                                           | Владимир Володарский           |                                 |
| 2005        | Предложение                                            | Брайан О`Лири                  |                                 |
| 2005        | Чарли и шоколадная фабрика                             | мистер Бакет                   |                                 |
| 2005        | Новый Свет                                             | Селвей                         |                                 |
| 2006        | Пираты Карибского моря: Сундук мертвеца                | выживший после кораблекрушения |                                 |
| 2008        | Лекция 21                                              | Питерс                         |                                 |
| 2009        | Проклятая                                              | профессор Эван Уайт            |                                 |
| 2010        | Красный Белый и Синий                                  | Нейт                           |                                 |
| 2010        | Субмарина                                              | Ллойд Тейт                     |                                 |
| 2010        | Рейк                                                   | Стэнли Шримптон                | 1 эпизод                        |
| 2011        | Рыжий Пёс                                              | Джек Коллинз                   |                                 |
| 2012        | Хэтфилды и МакКои                                      | Ларк Варни                     | 2 эпизода                       |
| 2012        | Самый пьяный округ в мире                              | Джимми Уэлш                    |                                 |
| 2013        | Двойник                                                | Харрис                         |                                 |
| 2013 — 2014 | Игра престолов                                         | Лок                            | 8 эпизодов                      |
| 2014        | Грань будущего                                         | доктор Картер                  |                                 |
| 2014        | Патруль времени                                        | мистер Робертсон               |                                 |
| 2014        | The Menkoff Method                                     | Макс Менкофф                   |                                 |
| 2014        | Острые козырьки                                        | Чарльз «Дарби» Сабини          | 6 серий                         |
| 2015        | Силы                                                   | Джонни Ройял                   |                                 |
| 2015        | И никого не стало                                      | Томас Роджерс                  | 1-2 эпизоды                     |
| 2017        | Проповедник                                            | Адольф Гитлер                  | 2 сезон                         |
| 2017        | Приключения Паддингтона 2                              | Фибс                           |                                 |
| 2018        | Небоскрёб                                              | Мистер Пирс                    |                                 |
| 2019        | Ханна                                                  | доктор Роланд Кунек            | 3 эпизода                       |